# Dog Stream Waterfall
Der Dog Stream Waterfall ist Wasserfall im Gebiet der Ortschaft Hanmer Springs im Hurunui District der Region Canterbury auf der Südinsel Neuseelands. Er liegt im Oberlauf des Dog Stream. Seine Fallhöhe beträgt rund 41 Meter.
Vom Parkplatz am Ende der Mullans Road nördlich des Ortszentrums ist der Wasserfall über den Waterfall Track entlang des Dog Stream innerhalb von 1 Stunde und 15 Minuten erreichbar.